# Vincent Malone
Pour les articles homonymes, voir Malone.
Vincent Malone, né le 26 décembre 1958 à Paris, est un musicien et auteur-compositeur-interprète également publicitaire et écrivain français, écrivant majoritairement des textes pour les enfants.
Membre du groupe Odeurs dans les années 1980, il crée le personnage de « Roi des papas » pour les enfants dans les années 1990.

## Biographie
Vincent Malone, de son vrai nom Vincent Barrès, est né le 26 décembre 1958 à Paris. Il connaît une enfance et une adolescence mouvementée.

### Le roi des papas
Au début des années 1990, il s'autoproclame Roi des papas. Musicien, chanteur et auteur, il écrit et chante pour les enfants. Au départ, pour les siens, puis pour ceux des autres.
Pour ses débuts en tant que chanteur, il prend le pseudo de Vincent Milane à cause d'une blague enfantine : « Vincent mit l'âne dans un pré et s'en vint dans l'autre. Combien cela fait-il de queue, de pattes et d'oreilles ? » ; il deviendra donc Milane puis Malone. Il se surnomme lui-même le « Roi des papas », pour ses albums de musique enfantine.

### Autres projets artistiques
De 1997 à 1998, il officie en tant que trompettiste aux côtés des Rumbananas pour la première saison de La Grosse Émission afin d'en réaliser l'habillage sonore en direct.
À partir de 2008, il a doublé les personnages du dessin animé Vinz et Lou.

### Travail publicitaire et éditorial
Il a été directeur de création chez l'agence de publicité DDB Paris et Rapp Digital, avant de rejoindre en 2005 l'agence BETC Euro RSCG, comme vice-président , il est vice-président (production radio) chez BETC.
Il crée[Quand ?] avec Aurélie Boué la collection SPAM, autour de l'humour et des beaux livres.

### Podcasts
Il fonde[Quand ?] Le poste général, réseau de production de podcasts sur internet, traitant de divers sujets de société et de culture populaire, il y est directeur de publication et parfois présentateur.
À titre d'exemple, L'interview enfantin est un entretien laissant la parole aux enfants, Vinyle l'ourson s’intéresse aux souvenirs d'enfance musicaux de musiciens contemporains et Community manager, avec Guillaume Natas, fait découvrir des communautés particulières formées et découvertes sur internet.

## Discographie

### Vincent Malone
- 1982 : Hélène
- 1982 : Margareth
- 1984 : Du bo, du bon, du mauvais
- 1995 : Le Roi de Merengue
- 1996 : Le Roi de la Trompette
- 2003 : Ultimate - le roi de la trompette

### Les contes mélangés
Il a aussi créé la collection des Contes Mélangés sous deux formes de collection, dont il est auteur et compositeur.
Première collection :
1. Boucle ne veut pas dormir
2. Le prince pas charmant
3. Le petit Poucin
4. Le chat beauté
5. La chèvre de Madame Seguin
6. La princesse au petit pois dormant
7. La petite sirène des pompiers
8. Jack et le bourricot magique
9. Pierre et la tortue
10. Le vilain petit Pinocchio

Seconde collection :
1. La chèvre de Madame Seguin
2. Le petit poucin
3. Boucle ne veut pas dormir
4. Le chat beauté
5. Jack et le bourricot magique
6. La Chanson du Petit Chaperon
7. La petite sirène des pompiers
8. La princesse au petit pois dormant
9. Les héros des contes mélangés

De plus, quatre de ses chansons sont apparues dans le magazine Pomme d'api tels que La fête des pères, Carapatte, Histoire de Boucle et Boucle ne veut pas dormir.

## Publications
Liste non exhaustive 

### Littérature générale
- Faut pas se laisser abattre, le petit livre de l'optimisme, Robert Laffont, 2002
- Le Perche à l'aube du troisième millénaire, Spam éd., 2003
- Les milliards de dollars de Léon Robillard, Versilio, 2013

### Littérature jeunesse
- Amour, brouille et câlin, avec Soledad Bravi, L'École des loisirs-Loulou & Cie, 2011
- Série Kiki, king de la banquise, Seuil Jeunesse, 12 titres, 2012-2017
- Quand papa était petit y avait des dinosaures, avec André Bouchard, Seuil jeunesse, 2003
- Avant quand y avait pas l'école, avec André Bouchard, Seuil jeunesse, 2013
- La grande petite bibliothèque de Rose et Émile / Malone & Scratchy, Seuil jeunesse, 2013
- Histoires avant de bien dormir : et quelques autres considérations qui assoupiront les plus agités : les préquelles, illustrations de Jean-Louis Marquis de Cornalba, Seuil,  2014
- On voit tes fesses, avec Boudgourd, Seuil jeunesse, 2014

Le Roi des papas
- Nork
- Ducu de la Moil Epinière
- Quand papa était petit, y'avait des dinosaures, Seuil jeunesse (2003)
- Ma zommé, Seuil jeunesse (2004)
- Le Petit Chaperon De Ta Couleur, Seuil jeunesse (2004)
- Cochon-Neige ou les tribulations d'un petit cochon trop mignon, Seuil jeunesse (2004)
- Papa, Houêtu ?, Seuil jeunesse (2005)
- Les plus jolies chansons de notre enfance, Panama (2006)
- La grande petite cuisine du roi des papas (2007)